# Andréa Tommasi
Pour les articles homonymes, voir Tommasi.
Andréa Tommasi est une chercheuse en sciences de la Terre originaire du Brésil. Elle est directrice de recherche dans l’équipe manteau et interfaces au laboratoire géosciences de l'Université de Montpellier. Ses recherches portent sur la géodynamique et sur la déformation terrestre. En 2020, elle reçoit la médaille d'argent du CNRS.

## Recherche
Les premières recherches de Tommasi se sont concentrées sur la déformation des roches dans la ceinture Dom Feliciano au Brésil,.
Ses recherches incluent le développement de modèles numériques pour étudier l'anisotropie sismique (en), et le rifting continental
Les recherches de Tommasi s'étendent à des régions du monde entier, y compris la Sibérie, le volcan Avacha au Kamtchatka, Hawaï, et la Dorsale sud-ouest indienne.

## Parcours
Parcours professionnel.
- 1995 : Doctorat en géosciences à l’université de Montpellier (Laboratoire de tectonophysique, devenu le Laboratoire géosciences Montpellier)

1997-1998 : Postdoctorat à la  University of Leeds (Royaume-Uni)
- 1998 : Entrée au CNRS – Chargée de recherche au Laboratoire de tectonophysique, devenu le Laboratoire géosciences Montpellier

- 2016 : Élue Fellow de l’American Geophysical Union

- 2020 : ERC Advanced RhEoVOLUTION[13]

## Récompenses et honneurs
- 2020 : Médaille d'argent du CNRS[2]
- 2019 : Bourse Advanced Grant de 2,5 millions d’euros du conseil européen de la recherche[1]
- 2016 : membre de l'Union américaine de géophysique[1]